# The Denial Twist
"The Denial Twist" es una canción del grupo de rock alternativo The White Stripes para su 5° álbum de estudio Get Behind Me Satan
- Datos: Q3391155